# 明治神宮野球大会
明治神宮野球大会（めいじじんぐうやきゅうたいかい）は、毎年11月に明治神宮野球場で開催される学生野球のトーナメント大会である。主催は明治神宮と日本学生野球協会。

## 大会概要

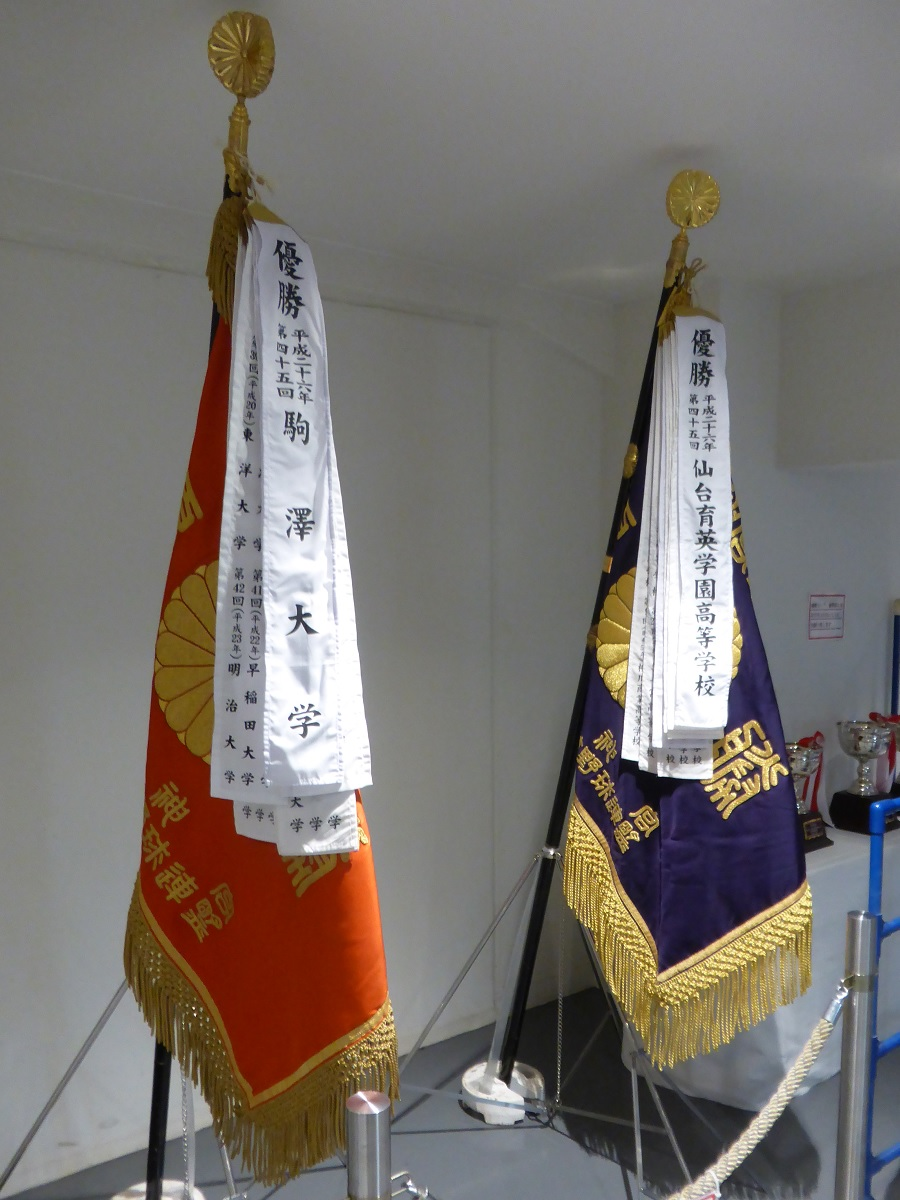
明治神宮野球大会の優勝旗

明治神宮鎮座50年を記念して行われた1970年（昭和45年）の奉納野球が同大会の始まりである。第3回までは大学野球のみであったが、第4回大会から高校野球も加わり、高校と大学の2つの部となり、現在に至っている。
なお、本大会開始の2年前にあたる1968年（昭和43年）秋（11月）には、明治維新百年記念明治神宮野球大会として、大学の部、高校の部、社会人の部がそれぞれ行われている。かつて早春（3月）に実施されていた日本学生野球協会結成記念野球大会（1946年-1963年の17年間毎年開催）が取りやめになって数年経ていたことに加え、この1968年に実施された大会が思いのほか好評だった事が現在の明治神宮野球大会の起草に繋がったとされている。
5回ごとの記念大会に加えて、大会回数の下1桁が1の年は明治神宮鎮座○○年、同じく2・7の年は明治神宮外苑創建○○年、3の年は明治天皇御生誕○○年、9の年は明治維新○○年の記念大会として行われる（出場枠の増枠はなし）。よって通常の大会として行われるのは大会回数の下1桁が4、6、8の年に限られている。

### 大学の部
全日本大学野球連盟の協力の下に全国各地の大学野球リーグの秋季大会の優勝チームなどの中から11チームが参加してトーナメントで行われる。大学野球の成立経緯の事情に加えて、神宮球場主催による招待大会という色合いが濃いため、以前から神宮球場を主会場にしている東京六大学野球連盟と東都大学野球連盟のみは単独出場枠を持つ（第35回大会以前はその他にも単独枠連盟があった）。他の代表に関しては地域単位で複数連盟間での代表決定戦が実施されている。
春季の全日本大学野球選手権大会（他スポーツ競技でのインカレに相当）と合わせて大学野球の春秋の2大全国大会となっているが、出場校の数からしても、あくまで全日本大学野球選手権大会が大学野球の第一の全国大会としている。しかし、全日本大学野球選手権と明治神宮大会の出場校数枠を比較すると選抜高校野球（出場校32校程度）と同じで神宮大会に出場するには出場校数枠が少なく数々の代表決定戦（リーグ戦・トーナメント戦など）に勝利しなければ出場できない狭い門で地域の大学（東京六大学・東都大学野球連盟以外の大学）にとっては大学野球選手権大会に匹敵する名誉な大会である。またリーグ優勝校でなくとも上位校は代表決定戦に進出し出場機会がある地域もある。全日本大学選手権は東京ドーム併用（2005年から）だが、本大会は大学野球の聖地・神宮球場で全試合を行う（第二球場併用の時期もあった）。
初期の頃は、全日本大学野球選手権大会と全く同じ出場枠であったり、選手権優勝校招待枠があったり、東京六大学野球連盟や東都大学野球連盟の両連盟からは2校以上の出場枠があったりなど、その年度により開催内容が度々変更されたが、8回大会で8校制に、さらに11回大会から10代表制度になった。
この11回大会（1980年）での改編では、新たな単独出場枠が設定された一方で毎回の出場権が消滅してしまい隔年でしか代表権がないという特異な出場枠の地区も一部で誕生した。
その後、地方での強豪校の台頭に伴い、その方法への不満が高まり、次第に地区主導での見直しが始まった。その結果、当該連盟同士の合意の下で代表決定戦制度が順次復活していき（地区により導入年度は異なる。北海道東北5連盟では1987年、中四国3連盟は1992年、九州3連盟は1994年）、2005年度の第36回大会からは隔年招待枠が全廃となり、これにより全ての連盟に毎回の出場の機会が開け今日に至っている（代表枠変遷の項も参照）。

#### トーナメント表の特徴
出場校数とトーナメント表の構成の関係で、11枠中5枠分が2回戦から、残る6枠分が1回戦からとなる。

#### 代表枠別の特徴
シード的な扱いを含め、代表枠別に以下の特徴がある。
- 例年、東京六大学と東都の両連盟代表は実質的な第一シードとしての扱いが見られる[注釈 1]（大会設立初期の毎年招待内容が変っていた時期を除く）。
- 関東・関西の両第一代表を第2シード的な位置づけでトーナメント表上に割り当てる[注釈 2]。

（2005年の代表枠再編以後）
- 関東・関西の両地区第二代表は、両第一代表との比較から、必然的に初戦が第1回戦からの位置に割り当てられる[注釈 2]。（2005年の代表枠再編以後）

#### 組み合わせ上の特徴
以下の順番で割り当て上の調整を行なっている。
- 先ず東京六大学・東都大学の両連盟代表を決勝まで対戦しないでかつ初戦が2回戦からとなる位置に割り当てる。（2枠分を2連盟間で抽選）
2000年-2007年の間は、東京六大学代表と東都大学代表のシード位置は、必ず1回戦を勝ちあがった相手と対戦する形に固定されていたが、2008年では久々に変更され、両連盟の対戦相手も2回戦から登場する位置に変わった（1999年以前までは、両方法が隔年で変る方法が採られていた）。
- 次に関東・関西の両第1代表を同様に初戦が2回戦からとなる分の空いた位置に割り当てる。（2枠分を2代表間で抽選）
- 3番目に関東・関西の両第2代表を初戦が1回戦からとなる位置に割り当てる。（2枠分を2代表間で抽選）

なお、関東・関西の同地区同士が対戦しないなどの考慮は特に行なわれていない。従って、これらにより、現行のトーナメント表上で完全なフリー抽選となるのは、初戦が1回戦からとなる4枠分と初戦が2回戦からとなる1枠の合計5枠分に割り当てられる北海道地区2連盟・東北地区3連盟・北陸東海地区3連盟・中国四国地区3連盟・九州地区3連盟の5代表分となる。

### 高校の部
実質的な新人戦トーナメントである全国の各秋季地区大会で優勝した10チーム（各地区から1校ずつ。ただし東京都は東京地区として他の関東地区と切り離した単独の出場枠）によってトーナメントを行い、優勝チーム所属地区は翌年の選抜高等学校野球大会の出場枠（神宮大会枠）を1つ多く獲得できる。
第4回大会から始まった高校の部であるが、2001年の第32回大会までは前述した様な神宮大会枠の恩恵等は全くなく、初期を除く長い間代表校も8校制で全国全てからの出場枠があるわけでもなかった（代表枠変遷の項も参照）。また、地区によってはその代表校が必ずしも地区大会優勝校ではなく、秋季県大会4位校や、春夏通じて全国大会出場歴のない高校を当てるなどその取り組み姿勢はまちまちなものであった。しかし、地区大会優勝校の招待や神宮大会枠の設置等、運営方法が改善され、チャンピオンシップ大会として確立された。
なお、高校の部の前史としては、1924年-1943年に明治神宮中等野球大会が開催され、1951年には単発にその年の秋季地区大会を制した各校を招待して明治神宮野球場で開催（高等学校野球 地区代表大会、優勝:日大三高）し、前述の通りに1968年開催の記念大会には高校の部としての開催（優勝:日体荏原高等学校）があった。これらの前史の大会運営関係者としての経験や記憶が、第4回大会から現在まで続く形での高校の部設立に繋がった。

## 沿革
- 1970年 - 明治神宮鎮座50周年奉納野球大会開催。
- 1971年 - 明治神宮野球大会に改称。
- 1973年 - 高校の部を新設。
- 1988年 - 19回大会を昭和天皇の病状悪化に伴い中止。ただし大会の回次はそのまま生かし、1989年は予定通り第20回大会として開く。
- 1999年 - 大学の部と高校の部の球場割り当てを大幅に変更（詳細は後述のトピックスを参照）。
- 2004年 - 大会としては初のTV中継放送がCS・スカイ・Aによって実現。
- 2020年 - 新型コロナウイルスの感染拡大防止は難しいとして中止[2]。

## 代表枠変遷

### 大学の部
- 1970年（第1回大会）全日本大学野球選手権大会と同様の15代表に加えて同年の選手権優勝校を招待し16代表制により実施。ただし、同年秋の愛知大学野球連盟代表と選手権優勝校が同一だったため、実際には15校により実施。
- 1972年（第3回大会）出場枠改編。
  - 東京六大学野球連盟から4校
  - 東都大学野球連盟から2校

以下の組み合わせから各1校
- 北海道地区大学野球連盟+北部地区大学野球連盟（東北大学野球連盟+仙台六大学野球連盟）
- 首都大学野球連盟
- 神奈川五大学野球連盟
- 関東地区（東部地区（2連盟）+東京新大学野球連盟）
- 中部地区（2連盟）+愛知大学野球連盟
- 関西大学野球連合
- 西部地区（2連盟）+広島六大学野球連盟
- 九州地区（2連盟）+九州六大学野球連盟

の計14代表制に変更。
- 1973年（第4回大会）出場枠改編。東京六大学野球連盟と東都大学野球連盟を各1校とし、首都大学野球連盟と神奈川五大学野球連盟のそれぞれの単独枠を廃止して既設の関東地区に編入して合わせて1代表とし、計8代表制に変更。
- 1975年（第6回大会）出場枠改編。東京六大学野球連盟と東都大学野球連盟を各2校とし、計10代表制に変更。
- 1977年（第8回大会）出場枠改編。東京六大学野球連盟と東都大学野球連盟を各1校に戻し、計8代表制に変更。
- 1980年（第11回大会）出場枠改編。東京六大学、東都、関西連合の各1校ずつの他に新たに首都大学連盟と愛知大学連盟を各1校の単独枠とした。またこの年から、北海道地区、東京新大学野球連盟、神奈川大学野球連盟、広島六大学野球連盟、九州六大学野球連盟の以上5つの各地区・連盟の5代表が出場できる年と、東北地区、東部地区、中部地区、西部地区、九州地区の以上各5地区の5代表校が出場できる年が1年おきに交代する方式を導入。合計で毎年10代表とする方法に変更
- 1982年（第13回大会）同年春の関西大学野球連合の解体に伴い選手権と同様に関西地区として5連盟で1枠とした[注釈 3]。ただし代表校を出す連盟は、選手権大会への関西地区代表決定戦で優勝したチームの所属連盟の秋季優勝校をそのまま出場とした[注釈 4]。
- 1984年（第15回大会）関西地区の代表校選出に関して選手権大会と同様に5連盟間での代表決定戦を導入（各連盟1代表によるトーナメント）[注釈 4]。
- 1987年（第18回大会）交互に隔年出場であった北海道地区大学野球連盟と北部地区（東北大学野球連盟+仙台六大学野球連盟）の代表枠にて毎年代表決定戦を行なう制度を導入（両地区代表による2戦先勝制）[注釈 4]。
- 1991年同年の全日本大学野球選手権大会の出場枠変更に伴い全日本大学野球連盟の組織が一部改編。北部地区（同年中に東北地区と改称）が北東北大学野球連盟と南東北大学野球連盟（仙台六大学野球連盟+南奥羽大学野球連盟）に、東部地区は北関東甲信越大学野球連盟と千葉県大学野球連盟に、中部地区は東海地区大学野球連盟と北陸大学野球連盟に、西部地区かは中国地区大学野球連盟と四国地区大学野球連盟に、九州地区は福岡六大学野球連盟と九州地区大学野球連盟にと、それぞれに単独の代表権が与えられ連盟組織としても独立したが、本大会における代表枠編成には変更なし。ただし、本大会における代表決定の都合と、選手権での代表枠増の措置が実施当初は3年間の試験的運用後に継続を正式決定するとして導入され、運用過渡期として秋季に限ってはそれまで行なっていた各地区編成での運営も残されることになった[注釈 5]。
- 1992年（第23回大会）交互に隔年出場であった広島六大学野球連盟と西部地区（中国地区大学野球連盟・四国地区大学野球連盟）の代表枠にて代表決定戦を導入（各連盟1代表制による総当り戦）[注釈 4]。
- 1994年（第25回大会）交互に隔年出場であった九州六大学野球連盟と九州地区（福岡六大学野球連盟+九州地区大学野球連盟）の代表枠にて代表決定戦「ユニバーシアード記念九州大学野球選手権大会」を導入（各連盟3代表9校によるリーグ戦優勝校シード制のトーナメント）[注釈 4][注釈 6]。
- 1996年（第27回大会）北海道東北地区代表決定戦を第1回北海道東北地区大学野球選手権大会として実施。
- 1997年（第28回大会）北海道（札幌学生野球連盟+北海道学生野球連盟）・東北地区の代表決定戦を各連盟1代表4校によるトーナメントに変更。[注釈 4]
- 1999年（第30回大会）全日本大学野球連盟の組織一部改編（南東北地区から仙台六大学野球連盟と南奥羽大学野球連盟を独立）に伴い、北海道・東北地区の代表決定戦を各連盟1代表5校でのトーナメントに変更[注釈 4]。
- 2003年（第34回大会）北海道・東北地区の代表決定戦において北海道地区から第3代表を加える方式に変更[注釈 4]。また関西地区代表決定戦を兼第1回関西地区大学野球選手権大会として実施。
- 2005年（第36回大会）出場枠改編。首都大学野球連盟、愛知大学野球連盟の単独枠を廃止。また同時に、関甲新大学野球連盟・千葉県大学野球連盟2連盟、東京新大学野球連盟、東海地区大学野球連盟・北陸大学野球連盟2連盟、神奈川大学野球連盟の隔年代表制の全てを廃止。それらに代わり新たに、関東地区5連盟（関甲新大学野球連盟・千葉県大学野球連盟・東京新大学野球連盟・首都大学野球連盟・神奈川大学野球連盟[注釈 7]）として2校、北陸東海3連盟（愛知大学野球連盟・東海地区大学野球連盟・北陸大学野球連盟）で1校とし代表決定戦を実施。さらに関西地区を1増の2代表に変更。同年行なわれた代表決定戦[注釈 4]は次の通り。
  - 関東5連盟は各リーグ1代表の5校によるトーナメントを実施し、優勝校が第1代表（本大会にて2回戦から出場）、準優勝校が第2代表（本大会にて1回戦から出場）となる。
  - 北陸東海3連盟は各リーグ1代表の3校によるトーナメントを実施し優勝校が代表校になる。
  - 関西地区5連盟は先ず各リーグ1代表の5校による第1代表決定トーナメントを実施し優勝校を第1代表（本大会にて2回戦から出場）とし、第2代表（本大会にて1回戦から出場）は第1代表トーナメントで敗退した順番に順次対戦していくステップラダーによる敗者復活戦で最終的に残ったチームを当てる。

これにより、フリー抽選で組み合わせが決定する枠は、2回戦枠の6枠中2枠に実質神宮枠としてある東京六と東都を最初に決勝まで当たらない枠に振り分け、次に関東第1代表と関西第1代表を残った4枠中の2枠にそれぞれ割り当て、1回戦4枠中2枠は関東第2代表と関西第2代表が事前に当てられるため、残り2回戦2枠と1回戦2枠分の4枠となる。なお、事前抽選での組み合わせの際、関東の代表同士と関西の代表同士のが早い段階で対戦しないような考慮などは特に行なわれていない。
- 2005年 2006年度の神宮大会の東海北陸3連盟の代表決定戦を「中部地区大学野球王座決定戦」と改名し、対戦方法を変更する事を12月に発表[注釈 4]。各リーグ2代表の6校によるトーナメントを実施し優勝校が代表校になる。ただし組み合わせ方法は次のように固定される。

1回戦
- （ア）東海2位 対 北陸2位
- （イ）北陸1位 対 愛知2位

準決勝
- 愛知1位 対（ア）の勝者
- 東海1位 対（イ）の勝者

- 2006年（第37回大会） 関東地区の代表決定戦を従来の関西地区の代表決定戦に倣い、第2代表決定には敗者復活戦を導入。また、関西地区の第一代表決定戦の組み合わせを無差別抽選制から、同地区主催により6月に開催される関西地区五大学野球連盟対校戦の優勝連盟代表をスーパーシードにする方法に変更（他4連盟代表優勝校との対戦が第一代表決定戦になり、第一代表決定戦に敗れた場合は、従来どおり、ステップラダー方式による敗者復活戦での第二代表決定戦に回る）。
- 2007年（第38回大会）関東地区の代表決定戦の実施要綱を変更。参加5連盟から各2代表が出場し、第一代表シード制によるトーナメント（決勝までは同一連盟代表同士は対戦しないことを考慮）を行い、優勝校を関東第一代表、準優勝校を第二代表とする方法に改めた。
- 2008年（第39回大会）2000年の組み合わせから連続で続いていた、東京六と東都の両シード枠の位置（1回戦の勝者と2回戦で対戦する位置）が9年ぶりに変更になり、2回戦から開始同士で対戦する位置になった（1999年以前は両方法が1年ごとに交代する方法を採っていた）。
- 2009年（第40回大会）従来の関西地区2代表の決定方法を変更。同地区所属の五連盟協議会主催により6月に開催される関西地区五大学野球連盟対校戦優勝連盟の秋季リーグ優勝校は、従来の秋季に行われる関西地区大学野球選手権大会のスーパーシード権（決勝戦が初戦となるシード権）が与えられる他に、明治神宮野球大会（大学の部）の出場権も同時に確保される（第一代表決定戦に敗れても従来行われていた敗者復活戦には回らない）。これにより、秋季の関西地区大学野球選手権大会で従来行われていた敗者復活戦制度は廃止となり、決勝進出チームが神宮大会の関西代表残りの一枠となる。すなわち、秋季の関西地区大学野球選手権大会の決勝戦は、関東地区の場合と同様の第一代表・第二代表の決定戦に変更された。
- 2009年 大会40周年を記念して北海道東北地区の代表枠を分離。北海道で1枠、東北で1枠とし全出場校数を11代表制に増枠・変更。

以下、2023年（第54回大会）現在の各地区の代表決定戦。
- 明治神宮野球大会北海道地区代表決定戦（北海道）
- 明治神宮野球大会東北地区代表決定戦（東北）
- 東京六大学野球連盟
- 東都大学野球連盟
- 関東地区大学野球選手権大会（関東）
- 東海・北陸・愛知三連盟王座決定戦（東海・北陸）
- 関西地区大学野球選手権大会（関西）
- 明治神宮野球大会中国・四国地区大会（中国・四国）
- 全九州大学野球選手権大会（九州・沖縄）

※上記した地区編成は全日本大学野球連盟での同時期の組織運営編成に準じる。

### 高校の部
- 1973年（第4回大会） - 高校の部開始。10代表制
- 1982年（第13回大会） - 8代表制に縮小。北海道・東北、中国・四国地区はそれぞれ隔年代表権交代制になる。
- 1999年（第30回大会） - 10代表制に変更。
- 2000年（第31回大会） - 招待・代表校を地区優勝校に規定[注釈 8]。
- 2002年（第33回大会） - 翌年の春のセンバツ甲子園大会への出場枠（明治神宮枠として優勝校の所属地区に1枠）を設置。
- 2007年（第38回大会） - 翌2008年の第80回センバツ記念大会による出場枠増加に伴い、同年のみの措置として明治神宮枠は決勝進出校の所属地区2枠になる。また、この年より組み合わせが東西で別れるようになった（東海・近畿・中国・四国・九州で1ブロック、北海道・東北・関東・東京・北信越で1ブロック）。
- 2011年（第42回大会） - 組み合わせの東西分けが撤廃。

## 歴代記録と大会結果

### 出場校と成績一覧
※表記の校名については、判断しやすい略称を使用し、判断が難しいと思われるものについては省略形ではないフル記載に近い形の名称を用いている。

#### 歴代結果（大学の部）
※★…優勝校、●…準優勝校、△▽…その他のベスト4進出校（△が優勝校・▽が準優勝校との対戦チーム）。
※空欄は地区内の代表決定戦で敗退などで本大会への出場校なし。
※"‐"は当該大会の出場権なし。
※【所属連盟】は現在の連盟名称。後年に移籍したチームは当時の連盟で表示。（改称歴のある連盟についても現在の連盟欄で表示）。
※結成創設年月は連盟史として公式に出しているものに従っているので、表ではその結成以前に母体となった連盟や組織があった場合はその系譜に沿った表示を採用。
| 年                               | 回                               | 所属連盟 （結成創設年月）                                  | 所属連盟 （結成創設年月）                                  | 所属連盟 （結成創設年月）                                  | 所属連盟 （結成創設年月）                                  | 所属連盟 （結成創設年月）                                  | 所属連盟 （結成創設年月）                                  | 所属連盟 （結成創設年月）                                  | 所属連盟 （結成創設年月）                                  | 所属連盟 （結成創設年月）                                  | 所属連盟 （結成創設年月）                                  | 所属連盟 （結成創設年月）                                  | 所属連盟 （結成創設年月）                                  | 所属連盟 （結成創設年月）                                  | 所属連盟 （結成創設年月）                                  | 所属連盟 （結成創設年月）                                  | 所属連盟 （結成創設年月）                                  | 所属連盟 （結成創設年月）                                  | 所属連盟 （結成創設年月）                                  | 所属連盟 （結成創設年月）                                  | 所属連盟 （結成創設年月）                                  | 所属連盟 （結成創設年月）                                  | 所属連盟 （結成創設年月）                                  | 所属連盟 （結成創設年月）                                  | 所属連盟 （結成創設年月）                                  | 所属連盟 （結成創設年月）                                  | 所属連盟 （結成創設年月）                                  | 出 場 校 数 | 備考 （※解説）                       |
| 年                               | 回                               | 北海道 (1990.2)                                            | 札幌 (1990.2)                                              | 北東北 (1991.4)                                            | 南東北 (1991.10)                                           | 仙台六 (1970.4)                                            | 関甲新 (1993.4)                                            | 千葉県 (1952.7)                                            | 東京新 (1952.4)                                            | 神奈川 (1949.4)                                            | 首都 (1964.6)                                              | 東都 (1931.4)                                              | 東京六 (1925.9)                                            | 北陸 (1968.4)                                              | 東海 (1975.4)                                              | 愛知 (1949.10)                                             | 関西学生 (1982.2)                                          | 関西六 (1982.2)                                            | 京滋 (1950.10)                                             | 近畿 (1948.4)                                              | 阪神 (1955.4)                                              | 広島六 (1967.4)                                            | 中国 (1974.3)                                              | 四国 (1949.4)                                              | 九州六 (1957.4)                                            | 福岡六 (1971.10)                                           | 九州 (1952.1)                                              | 出 場 校 数 | 備考 （※解説）                       |
| 当時の代表枠→                    | 当時の代表枠→                    | 北海道地区                                                 | 北海道地区                                                 | 北部地区                                                   | 北部地区                                                   | 北部地区                                                   | 東部地区                                                   | 東部地区                                                   | 東京新                                                     | 神奈川五                                                   | 首都                                                       | 東都                                                       | 東京六                                                     | 中部地区                                                   | 中部地区                                                   | 愛知                                                       | 関西連合・関西六                                           | 関西連合・関西六                                           | 関西連合・関西六                                           | 関西連合・関西六                                           | 関西連合・関西六                                           | 広島六                                                     | 西部地区                                                   | 西部地区                                                   | 九州六                                                     | 九州地区                                                   | 九州地区                                                   |             |                                      |
| 当時の代表枠→                    | 当時の代表枠→                    | 北海道地区                                                 | 北海道地区                                                 | （東北）                                                   | （東北）                                                   | （仙台六）                                                 | 東部地区                                                   | 東部地区                                                   | 東京新                                                     | 神奈川五                                                   | 首都                                                       | 東都                                                       | 東京六                                                     | 中部地区                                                   | 中部地区                                                   | 愛知                                                       | 関西連合・関西六                                           | 関西連合・関西六                                           | 関西連合・関西六                                           | 関西連合・関西六                                           | 関西連合・関西六                                           | 広島六                                                     | 西部地区                                                   | 西部地区                                                   | 九州六                                                     | 九州地区                                                   | 九州地区                                                   |             |                                      |
| -------------------------------- | -------------------------------- | ---------------------------------------------------------- | ---------------------------------------------------------- | ---------------------------------------------------------- | ---------------------------------------------------------- | ---------------------------------------------------------- | ---------------------------------------------------------- | ---------------------------------------------------------- | ---------------------------------------------------------- | ---------------------------------------------------------- | ---------------------------------------------------------- | ---------------------------------------------------------- | ---------------------------------------------------------- | ---------------------------------------------------------- | ---------------------------------------------------------- | ---------------------------------------------------------- | ---------------------------------------------------------- | ---------------------------------------------------------- | ---------------------------------------------------------- | ---------------------------------------------------------- | ---------------------------------------------------------- | ---------------------------------------------------------- | ---------------------------------------------------------- | ---------------------------------------------------------- | ---------------------------------------------------------- | ---------------------------------------------------------- | ---------------------------------------------------------- | ----------- | ------------------------------------ |
| 1970年 （昭和45年）              | 1                                | 札幌大                                                     | 札幌大                                                     |                                                            |                                                            | 東北工業大                                                 |                                                            | ▽千葉商科大                                                | 日本大農獣医                                               | 神奈川大                                                   | ★東海大                                                    | 中央大                                                     | 法政大                                                     | 福井工業大                                                 |                                                            | ●中京大                                                    | △関西大                                                    | △関西大                                                    | △関西大                                                    | △関西大                                                    | △関西大                                                    | 広島商科大                                                 |                                                            | 愛媛大                                                     | 八幡大                                                     | 福岡工業大                                                 | 福岡工業大                                                 | 15          |                                      |
| 1971年 （昭和46年）              | 2                                | 北海道産業短大                                             | 北海道産業短大                                             |                                                            |                                                            | 東北学院大                                                 |                                                            | 東邦大                                                     | 東京学芸大                                                 | 関東学院大                                                 | ▽東海大                                                    | ★日本大                                                    | 慶應大                                                     | 福井工業大                                                 |                                                            | 愛知工業大                                                 | △関西大                                                    | △関西大                                                    | △関西大                                                    | △関西大                                                    | △関西大                                                    | 広島商科大                                                 |                                                            | 香川大                                                     | 福岡大                                                     | 九州産業大                                                 | 九州産業大                                                 | 16          |                                      |
| 1971年 （昭和46年）              | 2                                | 北海道産業短大                                             | 北海道産業短大                                             | ●亜細亜大                                                  |                                                            | 東北学院大                                                 |                                                            | 東邦大                                                     | 東京学芸大                                                 | 関東学院大                                                 | ▽東海大                                                    |                                                            | 慶應大                                                     | 福井工業大                                                 |                                                            | 愛知工業大                                                 | △関西大                                                    | △関西大                                                    | △関西大                                                    | △関西大                                                    | △関西大                                                    | 広島商科大                                                 |                                                            | 香川大                                                     | 福岡大                                                     | 九州産業大                                                 | 九州産業大                                                 | 16          |                                      |
| 代表枠の改編→                    | 代表枠の改編→                    | 北海道・東北地区                                           | 北海道・東北地区                                           | 北海道・東北地区                                           | 北海道・東北地区                                           | 北海道・東北地区                                           | 関東地区                                                   | 関東地区                                                   | 関東地区                                                   |                                                            |                                                            |                                                            |                                                            | 中京地区                                                   | 中京地区                                                   | 中京地区                                                   |                                                            |                                                            |                                                            |                                                            |                                                            | 中国・四国地区                                             | 中国・四国地区                                             | 中国・四国地区                                             | 九州地区                                                   | 九州地区                                                   | 九州地区                                                   |             |                                      |
| 代表枠の改編→                    | 代表枠の改編→                    | 北海道地区                                                 | 北海道地区                                                 | 北部地区                                                   | 北部地区                                                   | 北部地区                                                   | 東部地区                                                   | 東部地区                                                   | 東京新                                                     | 中部地区                                                   | 中部地区                                                   | 愛知                                                       | 広島六                                                     | 西部地区                                                   | 西部地区                                                   | 九州六                                                     | 九州地区                                                   | 九州地区                                                   |                                                            |                                                            |                                                            |                                                            |                                                            |                                                            |                                                            |                                                            |                                                            |             |                                      |
| 代表枠の改編→                    | 代表枠の改編→                    | 北海道地区                                                 | 北海道地区                                                 | （東北）                                                   | （東北）                                                   | （仙台六）                                                 | 東部地区                                                   | 東部地区                                                   | 東京新                                                     | 中部地区                                                   | 中部地区                                                   | 愛知                                                       | 広島六                                                     | 西部地区                                                   | 西部地区                                                   | 九州六                                                     | 九州地区                                                   | 九州地区                                                   |                                                            |                                                            |                                                            |                                                            |                                                            |                                                            |                                                            |                                                            |                                                            |             |                                      |
| 1972年 （昭和47年）              | 3                                | 札幌大                                                     | 札幌大                                                     |                                                            |                                                            |                                                            |                                                            | 千葉商科大                                                 |                                                            | 関東学院大                                                 | 東海大                                                     | 駒澤大 中央大                                              | 明治大 慶應大 △早稲田大 ●法政大                            |                                                            |                                                            | 中京大                                                     | ★関西大                                                    | ★関西大                                                    | ★関西大                                                    | ★関西大                                                    | ★関西大                                                    |                                                            |                                                            | 松山商科大                                                 | ▽久留米大                                                  |                                                            |                                                            | 14          |                                      |
| 代表枠の改編→                    | 代表枠の改編→                    |                                                            |                                                            |                                                            |                                                            |                                                            | 関東地区                                                   | 関東地区                                                   | 関東地区                                                   | 関東地区                                                   | 関東地区                                                   |                                                            |                                                            |                                                            |                                                            |                                                            |                                                            |                                                            |                                                            |                                                            |                                                            |                                                            |                                                            |                                                            |                                                            |                                                            |                                                            |             |                                      |
| 代表枠の改編→                    | 代表枠の改編→                    | 東部地区                                                   | 東部地区                                                   | 東京新                                                     | 神奈川五                                                   | 首都                                                       |                                                            |                                                            |                                                            |                                                            |                                                            |                                                            |                                                            |                                                            |                                                            |                                                            |                                                            |                                                            |                                                            |                                                            |                                                            |                                                            |                                                            |                                                            |                                                            |                                                            |                                                            |             |                                      |
| 1973年 （昭和48年）              | 4                                | 旭川大                                                     | 旭川大                                                     |                                                            |                                                            |                                                            |                                                            |                                                            |                                                            | △神奈川大                                                  |                                                            | ★駒澤大                                                    | ▽明治大                                                    |                                                            |                                                            | 愛知工業大                                                 | ●同志社大                                                  | ●同志社大                                                  | ●同志社大                                                  | ●同志社大                                                  | ●同志社大                                                  | 近畿大工                                                   |                                                            |                                                            | 久留米大                                                   |                                                            |                                                            | 8           |                                      |
| 1974年 （昭和49年）              | 5                                | 北海道産業短大                                             | 北海道産業短大                                             |                                                            |                                                            |                                                            |                                                            |                                                            |                                                            |                                                            | 日本体育大                                                 | ★中央大                                                    | ●法政大                                                    |                                                            |                                                            | 愛知工業大                                                 | △同志社大                                                  | △同志社大                                                  | △同志社大                                                  | △同志社大                                                  | △同志社大                                                  | 広島経済大                                                 |                                                            |                                                            | ▽福岡大                                                    |                                                            |                                                            | 8           |                                      |
| 代表枠の改編→                    | 代表枠の改編→                    |                                                            |                                                            |                                                            |                                                            |                                                            |                                                            |                                                            |                                                            |                                                            |                                                            |                                                            |                                                            | （中部地区）                                               | （中部地区）                                               | （中部地区）                                               |                                                            |                                                            |                                                            |                                                            |                                                            |                                                            |                                                            |                                                            |                                                            |                                                            |                                                            |             |                                      |
| 代表枠の改編→                    | 代表枠の改編→                    | 中部地区                                                   | 中部地区                                                   | 愛知                                                       |                                                            |                                                            |                                                            |                                                            |                                                            |                                                            |                                                            |                                                            |                                                            |                                                            |                                                            |                                                            |                                                            |                                                            |                                                            |                                                            |                                                            |                                                            |                                                            |                                                            |                                                            |                                                            |                                                            |             |                                      |
| 1975年 （昭和50年）              | 6                                | 札幌大                                                     | 札幌大                                                     |                                                            |                                                            |                                                            |                                                            |                                                            |                                                            |                                                            | △日本体育大                                                | 日本大 ●駒澤大                                             | ★明治大 ▽法政大                                            |                                                            |                                                            | 名城大                                                     | 近畿大                                                     | 近畿大                                                     | 近畿大                                                     | 近畿大                                                     | 近畿大                                                     | 広島大                                                     |                                                            |                                                            | 福岡大                                                     |                                                            |                                                            | 10          |                                      |
| 1976年 （昭和51年）              | 7                                | 北海学園大                                                 | 北海学園大                                                 |                                                            |                                                            |                                                            |                                                            |                                                            |                                                            |                                                            | 東海大                                                     | △駒澤大 ▽東洋大                                            | ★法政大                                                    | 福井工業大                                                 |                                                            |                                                            | 近畿大                                                     | 近畿大                                                     | 近畿大                                                     | 近畿大                                                     | 近畿大                                                     | 近畿大工                                                   |                                                            |                                                            | 福岡大                                                     |                                                            |                                                            | 10          |                                      |
| 1976年 （昭和51年）              | 7                                | 北海学園大                                                 | 北海学園大                                                 | ●早稲田大                                                  |                                                            |                                                            |                                                            |                                                            |                                                            |                                                            | 東海大                                                     | △駒澤大 ▽東洋大                                            |                                                            | 福井工業大                                                 |                                                            |                                                            | 近畿大                                                     | 近畿大                                                     | 近畿大                                                     | 近畿大                                                     | 近畿大                                                     | 近畿大工                                                   |                                                            |                                                            | 福岡大                                                     |                                                            |                                                            | 10          |                                      |
| 1977年 （昭和52年）              | 8                                | △札幌大                                                    | △札幌大                                                    |                                                            |                                                            |                                                            |                                                            |                                                            |                                                            |                                                            | ●東海大                                                    | ▽駒澤大                                                    | ★法政大                                                    |                                                            |                                                            | 中京大                                                     | 大阪商業大                                                 | 大阪商業大                                                 | 大阪商業大                                                 | 大阪商業大                                                 | 大阪商業大                                                 | 近畿大工                                                   |                                                            |                                                            | 久留米大                                                   |                                                            |                                                            | 8           |                                      |
| 1978年 （昭和53年）              | 9                                | 札幌大                                                     | 札幌大                                                     |                                                            |                                                            |                                                            |                                                            |                                                            |                                                            |                                                            | ▽東海大                                                    | ●東洋大                                                    | △早稲田大                                                  |                                                            |                                                            | 愛知工業大                                                 | ★同志社大                                                  | ★同志社大                                                  | ★同志社大                                                  | ★同志社大                                                  | ★同志社大                                                  |                                                            | 徳山大                                                     |                                                            |                                                            | 九州共立大                                                 |                                                            | 8           |                                      |
| 1979年 （昭和54年）              | 10                               |                                                            |                                                            |                                                            |                                                            | 東北福祉大                                                 |                                                            |                                                            |                                                            |                                                            | ▽東海大                                                    | 国士舘大                                                   | ★明治大                                                    |                                                            |                                                            | ●名城大                                                    | 同志社大                                                   | 同志社大                                                   | 同志社大                                                   | 同志社大                                                   | 同志社大                                                   | 広島大                                                     |                                                            |                                                            |                                                            | △九州産業大                                                |                                                            | 8           |                                      |
| 当時の代表枠→                    | 当時の代表枠→                    | 北海道地区                                                 | 北海道地区                                                 | 北部地区                                                   | 北部地区                                                   | 北部地区                                                   | 東部地区                                                   | 東部地区                                                   | 東京新                                                     | 神奈川六                                                   | 首都                                                       |                                                            |                                                            | 中部地区                                                   | 中部地区                                                   | 愛知                                                       |                                                            |                                                            |                                                            |                                                            |                                                            | 広島六                                                     | 西部地区                                                   | 西部地区                                                   | 九州六                                                     | 九州地区                                                   | 九州地区                                                   |             |                                      |
| 当時の代表枠→                    | 当時の代表枠→                    | 北海道地区                                                 | 北海道地区                                                 | （東北）                                                   | （東北）                                                   | （仙台六）                                                 | 東部地区                                                   | 東部地区                                                   | 東京新                                                     | 神奈川六                                                   | 首都                                                       |                                                            |                                                            | 中部地区                                                   | 中部地区                                                   | 愛知                                                       |                                                            |                                                            |                                                            |                                                            |                                                            | 広島六                                                     | 西部地区                                                   | 西部地区                                                   | 九州六                                                     | 九州地区                                                   | 九州地区                                                   |             |                                      |
| 1980年 （昭和55年）              | 11                               | 札幌大                                                     | 札幌大                                                     | ‐                                                          | ‐                                                          | ‐                                                          | ‐                                                          | ‐                                                          | 流通経済大                                                 | ▽関東学院大                                                | ★日本体育大                                                | ●亜細亜大                                                  | △法政大                                                    | ‐                                                          | ‐                                                          | 名城大                                                     | 大阪経済大                                                 | 大阪経済大                                                 | 大阪経済大                                                 | 大阪経済大                                                 | 大阪経済大                                                 | 近畿大工                                                   | ‐                                                          | ‐                                                          | 福岡大                                                     | ‐                                                          | ‐                                                          | 10          |                                      |
| 1981年 （昭和56年）              | 12                               | ‐                                                          | ‐                                                          |                                                            |                                                            | 東北福祉大                                                 |                                                            | 東邦大                                                     | ‐                                                          | ‐                                                          | ▽日本体育大                                                | ●専修大                                                    | ★法政大                                                    | 福井工業大                                                 |                                                            | 中京大                                                     | △近畿大                                                    | △近畿大                                                    | △近畿大                                                    | △近畿大                                                    | △近畿大                                                    | ‐                                                          |                                                            | 松山商科大                                                 | ‐                                                          | 九州産業大                                                 |                                                            | 10          |                                      |
| 代表枠の改編→                    | 代表枠の改編→                    |                                                            |                                                            |                                                            |                                                            |                                                            |                                                            |                                                            |                                                            |                                                            |                                                            |                                                            |                                                            |                                                            |                                                            |                                                            | 関西地区                                                   | 関西地区                                                   | 関西地区                                                   | 関西地区                                                   | 関西地区                                                   |                                                            |                                                            |                                                            |                                                            |                                                            |                                                            |             |                                      |
| 1982年 （昭和57年）              | 13                               | 北海学園大                                                 | 北海学園大                                                 | ‐                                                          | ‐                                                          | ‐                                                          | ‐                                                          | ‐                                                          | 流通経済大                                                 | ▽関東学院大                                                | ★東海大                                                    | 専修大                                                     | △早稲田大                                                  | ‐                                                          | ‐                                                          | 中京大                                                     | ‐                                                          | ●大阪商業大                                                | ‐                                                          | ‐                                                          | ‐                                                          | 広島大                                                     | ‐                                                          | ‐                                                          | 八幡大                                                     | ‐                                                          | ‐                                                          | 10          |                                      |
| 1983年 （昭和58年）              | 14                               | ‐                                                          | ‐                                                          |                                                            |                                                            | 東北福祉大                                                 |                                                            | 千葉商科大 （※）                                           | ‐                                                          | ‐                                                          | ★東海大                                                    | ●駒澤大                                                    | △法政大                                                    | 福井工業大                                                 |                                                            | 名城大                                                     | ▽同志社大                                                  | ‐                                                          | ‐                                                          | ‐                                                          | ‐                                                          | ‐                                                          | 徳山大                                                     |                                                            | ‐                                                          | 九州産業大                                                 |                                                            | 10          | （※）リーグ戦2位                     |
| 1984年 （昭和59年）              | 15                               | 札幌大                                                     | 札幌大                                                     | ‐                                                          | ‐                                                          | ‐                                                          | ‐                                                          | ‐                                                          | 流通経済大                                                 | 関東学院大                                                 | ▽日本体育大                                                | ★駒澤大                                                    | 明治大                                                     | ‐                                                          | ‐                                                          | 愛知学院大                                                 | ‐                                                          | △大阪学院大                                                | ‐                                                          | ‐                                                          | ‐                                                          | ●近畿大工                                                  | ‐                                                          | ‐                                                          | 八幡大                                                     | ‐                                                          | ‐                                                          | 10          |                                      |
| 1985年 （昭和60年）              | 16                               | ‐                                                          | ‐                                                          |                                                            |                                                            | 東北福祉大                                                 |                                                            | 千葉工業大                                                 | ‐                                                          | ‐                                                          | 東海大                                                     | 駒澤大                                                     | ★慶應大                                                    | △福井工業大                                                |                                                            | ●愛知工業大                                                | ▽近畿大                                                    |                                                            |                                                            |                                                            |                                                            | ‐                                                          | 徳山大                                                     |                                                            | ‐                                                          |                                                            | 九州東海大                                                 | 10          |                                      |
| 1986年 （昭和61年）              | 17                               | △札幌大                                                    | △札幌大                                                    | ‐                                                          | ‐                                                          | ‐                                                          | ‐                                                          | ‐                                                          | 流通経済大                                                 | ▽神奈川大                                                  | 帝京大                                                     | ●駒澤大                                                    | 明治大                                                     | ‐                                                          | ‐                                                          | ★愛知工業大                                                | 立命館大                                                   |                                                            |                                                            |                                                            |                                                            | 近畿大工                                                   | ‐                                                          | ‐                                                          | 八幡大                                                     | ‐                                                          | ‐                                                          | 10          |                                      |
| 代表決定戦導入→ （代表枠の改編） | 代表決定戦導入→ （代表枠の改編） | 北海道・東北地区                                           | 北海道・東北地区                                           | 北海道・東北地区                                           | 北海道・東北地区                                           | 北海道・東北地区                                           |                                                            |                                                            |                                                            |                                                            |                                                            |                                                            |                                                            |                                                            |                                                            |                                                            |                                                            |                                                            |                                                            |                                                            |                                                            |                                                            |                                                            |                                                            |                                                            |                                                            |                                                            |             |                                      |
| 代表決定戦導入→ （代表枠の改編） | 代表決定戦導入→ （代表枠の改編） | 北海道地区                                                 | 北海道地区                                                 | 北部地区                                                   | 北部地区                                                   | 北部地区                                                   |                                                            |                                                            |                                                            |                                                            |                                                            |                                                            |                                                            |                                                            |                                                            |                                                            |                                                            |                                                            |                                                            |                                                            |                                                            |                                                            |                                                            |                                                            |                                                            |                                                            |                                                            |             |                                      |
| 代表決定戦導入→ （代表枠の改編） | 代表決定戦導入→ （代表枠の改編） | 北海道地区                                                 | 北海道地区                                                 | （東北）                                                   | （東北）                                                   | （仙台六）                                                 |                                                            |                                                            |                                                            |                                                            |                                                            |                                                            |                                                            |                                                            |                                                            |                                                            |                                                            |                                                            |                                                            |                                                            |                                                            |                                                            |                                                            |                                                            |                                                            |                                                            |                                                            |             |                                      |
| 1987年 （昭和62年）              | 18                               |                                                            |                                                            |                                                            |                                                            | 東北福祉大                                                 |                                                            | 中央学院大                                                 | ‐                                                          | ‐                                                          | ★筑波大                                                    | △東洋大                                                    | ●法政大                                                    | 福井工業大                                                 |                                                            | ▽愛知学院大                                                | 近畿大                                                     |                                                            |                                                            |                                                            |                                                            | ‐                                                          | 岡山商科大                                                 |                                                            | ‐                                                          | 九州産業大                                                 |                                                            | 10          |                                      |
| 1988年 （昭和63年）              | 19                               | 昭和天皇御不例のため開催中止                               | 昭和天皇御不例のため開催中止                               | 昭和天皇御不例のため開催中止                               | 昭和天皇御不例のため開催中止                               | 昭和天皇御不例のため開催中止                               | 昭和天皇御不例のため開催中止                               | 昭和天皇御不例のため開催中止                               | 昭和天皇御不例のため開催中止                               | 昭和天皇御不例のため開催中止                               | 昭和天皇御不例のため開催中止                               | 昭和天皇御不例のため開催中止                               | 昭和天皇御不例のため開催中止                               | 昭和天皇御不例のため開催中止                               | 昭和天皇御不例のため開催中止                               | 昭和天皇御不例のため開催中止                               | 昭和天皇御不例のため開催中止                               | 昭和天皇御不例のため開催中止                               | 昭和天皇御不例のため開催中止                               | 昭和天皇御不例のため開催中止                               | 昭和天皇御不例のため開催中止                               | 昭和天皇御不例のため開催中止                               | 昭和天皇御不例のため開催中止                               | 昭和天皇御不例のため開催中止                               | 昭和天皇御不例のため開催中止                               | 昭和天皇御不例のため開催中止                               | 昭和天皇御不例のため開催中止                               | -           |                                      |
| 1989年 （平成元年）              | 20                               |                                                            |                                                            |                                                            |                                                            | ▽東北福祉大                                                | ‐                                                          | ‐                                                          | 流通経済大                                                 | 関東学院大                                                 | 日本体育大                                                 | 青山学院大                                                 | ●立教大                                                    | ‐                                                          | ‐                                                          | 愛知学院大                                                 | ★近畿大                                                    |                                                            |                                                            |                                                            |                                                            | 近畿大工                                                   | ‐                                                          | ‐                                                          | △九州国際大                                                | ‐                                                          | ‐                                                          | 10          |                                      |
| 1990年 （平成2年）               | 21                               |                                                            |                                                            |                                                            |                                                            | ▽東北福祉大                                                |                                                            | 国際武道大                                                 | ‐                                                          | ‐                                                          | 日本体育大                                                 | △亜細亜大                                                  | ●立教大                                                    | 福井工業大                                                 |                                                            | 名古屋商科大                                               | ★同志社大                                                  |                                                            |                                                            |                                                            |                                                            | ‐                                                          | 徳山大                                                     |                                                            | ‐                                                          | 九州産業大                                                 |                                                            | 10          |                                      |
| 地区内編成の改編→                | 地区内編成の改編→                | 北海道・東北地区                                           | 北海道・東北地区                                           | 北海道・東北地区                                           | 北海道・東北地区                                           | 北海道・東北地区                                           |                                                            |                                                            |                                                            |                                                            |                                                            |                                                            |                                                            |                                                            |                                                            |                                                            |                                                            |                                                            |                                                            |                                                            |                                                            |                                                            |                                                            |                                                            |                                                            |                                                            |                                                            |             |                                      |
| 地区内編成の改編→                | 地区内編成の改編→                | 北海道地区                                                 | 北海道地区                                                 | 東北地区                                                   | 東北地区                                                   | 東北地区                                                   |                                                            |                                                            |                                                            |                                                            |                                                            |                                                            |                                                            |                                                            |                                                            |                                                            |                                                            |                                                            |                                                            |                                                            |                                                            |                                                            |                                                            |                                                            |                                                            |                                                            |                                                            |             |                                      |
| 地区内編成の改編→                | 地区内編成の改編→                | 北海道地区                                                 | 北海道地区                                                 | 北東北                                                     | 南東北地区                                                 | 南東北地区                                                 |                                                            |                                                            |                                                            |                                                            |                                                            |                                                            |                                                            |                                                            |                                                            |                                                            |                                                            |                                                            |                                                            |                                                            |                                                            |                                                            |                                                            |                                                            |                                                            |                                                            |                                                            |             |                                      |
| 1991年 （平成3年）               | 22                               |                                                            |                                                            |                                                            |                                                            | ▽東北福祉大                                                | ‐                                                          | ‐                                                          | ●流通経済大                                                | 神奈川大                                                   | 東海大                                                     | 駒澤大                                                     | △慶應大                                                    | ‐                                                          | ‐                                                          | ★愛知学院大                                                |                                                            | 大阪経済大                                                 |                                                            |                                                            |                                                            | 広島経済大                                                 | ‐                                                          | ‐                                                          | 九州国際大                                                 | ‐                                                          | ‐                                                          | 10          |                                      |
| 代表決定戦導入→ （代表枠の改編） | 代表決定戦導入→ （代表枠の改編） |                                                            |                                                            |                                                            |                                                            |                                                            |                                                            |                                                            |                                                            |                                                            |                                                            |                                                            |                                                            |                                                            |                                                            |                                                            |                                                            |                                                            |                                                            |                                                            |                                                            | 西部地区・広島六                                           | 西部地区・広島六                                           | 西部地区・広島六                                           |                                                            |                                                            |                                                            |             |                                      |
| 1992年 （平成4年）               | 23                               |                                                            |                                                            |                                                            |                                                            | 東北福祉大                                                 |                                                            | 国際武道大                                                 | ‐                                                          | ‐                                                          | ●東海大                                                    | ▽日本大                                                    | ★慶應大                                                    | 福井工業大                                                 |                                                            | 愛知学院大                                                 |                                                            |                                                            | △佛教大                                                    |                                                            |                                                            |                                                            | 徳山大                                                     |                                                            | ‐                                                          | 九州共立大                                                 |                                                            | 10          |                                      |
| 1993年 （平成5年）               | 24                               |                                                            |                                                            |                                                            |                                                            | 東北福祉大                                                 | ‐                                                          | ‐                                                          | ▽流通経済大                                                | 関東学院大                                                 | △日本体育大                                                | ★駒澤大                                                    | ●早稲田大                                                  | ‐                                                          | ‐                                                          | 名古屋商科大                                               | 同志社大                                                   |                                                            |                                                            |                                                            |                                                            | 広島経済大                                                 |                                                            |                                                            | 福岡大                                                     | ‐                                                          | ‐                                                          | 10          |                                      |
| 代表決定戦導入→ と代表枠の改称   | 代表決定戦導入→ と代表枠の改称   | （北海道東北5連盟）                                        | （北海道東北5連盟）                                        | （北海道東北5連盟）                                        | （北海道東北5連盟）                                        | （北海道東北5連盟）                                        | （北関東・千葉県2連盟）                                    | （北関東・千葉県2連盟）                                    |                                                            |                                                            |                                                            |                                                            |                                                            | （東海・北陸2連盟）                                        | （東海・北陸2連盟）                                        |                                                            | （関西5連盟）                                              | （関西5連盟）                                              | （関西5連盟）                                              | （関西5連盟）                                              | （関西5連盟）                                              | （中四国3連盟）                                            | （中四国3連盟）                                            | （中四国3連盟）                                            | 九州3連盟                                                  | 九州3連盟                                                  | 九州3連盟                                                  |             |                                      |
| 1994年 （平成6年）               | 25                               |                                                            |                                                            |                                                            |                                                            | 東北福祉大                                                 |                                                            | 国際武道大                                                 | ‐                                                          | ‐                                                          | △東海大                                                    | ●青山学院大                                                | 法政大                                                     | 福井工業大                                                 |                                                            | 名城大                                                     |                                                            | ▽大阪学院大                                                |                                                            |                                                            |                                                            |                                                            | ★東亜大                                                    |                                                            |                                                            |                                                            | 九州東海大（※1）                                           | 10          | （※1）リーグ戦2位                    |
| 1995年 （平成7年）               | 26                               |                                                            |                                                            | 青森大                                                     |                                                            |                                                            | ‐                                                          | ‐                                                          | 創価大                                                     | 関東学院大                                                 | △日本体育大                                                | ●青山学院大                                                | ★明治大                                                    | ‐                                                          | ‐                                                          | 愛知学院大                                                 | ▽近畿大                                                    |                                                            |                                                            |                                                            |                                                            | 広島経済大                                                 |                                                            |                                                            | 九州国際大                                                 |                                                            |                                                            | 10          |                                      |
| 連盟・代表枠の改称→              | 連盟・代表枠の改称→              |                                                            |                                                            |                                                            |                                                            |                                                            | （関甲新・千葉県2連盟）                                    | （関甲新・千葉県2連盟）                                    |                                                            |                                                            |                                                            |                                                            |                                                            |                                                            |                                                            |                                                            |                                                            |                                                            |                                                            |                                                            |                                                            |                                                            |                                                            |                                                            |                                                            |                                                            |                                                            |             |                                      |
| 1996年 （平成8年）               | 27                               |                                                            |                                                            |                                                            |                                                            | ●東北福祉大                                                |                                                            | 国際武道大                                                 | ‐                                                          | ‐                                                          | 筑波大                                                     | 亜細亜大                                                   | ★明治大                                                    |                                                            | 朝日大                                                     | △愛知工業大                                                |                                                            |                                                            |                                                            | 阪南大                                                     |                                                            |                                                            | ▽東亜大                                                    |                                                            | 九州国際大（※1）                                           |                                                            |                                                            | 10          | （※1）リーグ戦2位                    |
| 地区内編成の改編→                | 地区内編成の改編→                | 北海道東北5連盟                                            | 北海道東北5連盟                                            | 北海道東北5連盟                                            | 北海道東北5連盟                                            | 北海道東北5連盟                                            |                                                            |                                                            |                                                            |                                                            |                                                            |                                                            |                                                            |                                                            |                                                            |                                                            |                                                            |                                                            |                                                            |                                                            |                                                            |                                                            |                                                            |                                                            |                                                            |                                                            |                                                            |             |                                      |
| 地区内編成の改編→                | 地区内編成の改編→                | 北海道                                                     | 札幌                                                       | 北東北                                                     | 南東北地区                                                 | 南東北地区                                                 |                                                            |                                                            |                                                            |                                                            |                                                            |                                                            |                                                            |                                                            |                                                            |                                                            |                                                            |                                                            |                                                            |                                                            |                                                            |                                                            |                                                            |                                                            |                                                            |                                                            |                                                            |             |                                      |
| 1997年 （平成9年）               | 28                               |                                                            |                                                            |                                                            |                                                            | 東北福祉大                                                 | ‐                                                          | ‐                                                          | ▽創価大                                                    | 関東学院大                                                 | 帝京大                                                     | △駒澤大                                                    | ●法政大                                                    | ‐                                                          | ‐                                                          | 中京大                                                     | ★近畿大                                                    |                                                            |                                                            |                                                            |                                                            |                                                            | 東亜大                                                     |                                                            |                                                            | 九州共立大                                                 |                                                            | 10          |                                      |
| 1998年 （平成10年）              | 29                               |                                                            |                                                            |                                                            |                                                            | ●東北福祉大                                                |                                                            | 国際武道大                                                 | ‐                                                          | ‐                                                          | 日本体育大                                                 | ★亜細亜大                                                  | ▽法政大                                                    |                                                            | 松阪大                                                     | 愛知学院大                                                 | △近畿大                                                    |                                                            |                                                            |                                                            |                                                            |                                                            | 東亜大                                                     |                                                            |                                                            | 九州共立大                                                 |                                                            | 10          |                                      |
| 地区内編成の改編→                | 地区内編成の改編→                | 北海道東北5連盟                                            | 北海道東北5連盟                                            | 北海道東北5連盟                                            | 北海道東北5連盟                                            | 北海道東北5連盟                                            |                                                            |                                                            |                                                            |                                                            |                                                            |                                                            |                                                            |                                                            |                                                            |                                                            |                                                            |                                                            |                                                            |                                                            |                                                            |                                                            |                                                            |                                                            |                                                            |                                                            |                                                            |             |                                      |
| 地区内編成の改編→                | 地区内編成の改編→                | 北海道                                                     | 札幌                                                       | 北東北                                                     | 南奥羽                                                     | 仙台六                                                     |                                                            |                                                            |                                                            |                                                            |                                                            |                                                            |                                                            |                                                            |                                                            |                                                            |                                                            |                                                            |                                                            |                                                            |                                                            |                                                            |                                                            |                                                            |                                                            |                                                            |                                                            |             |                                      |
| 1999年 （平成11年）              | 30                               |                                                            |                                                            |                                                            |                                                            | 東北福祉大                                                 | ‐                                                          | ‐                                                          | 創価大                                                     | 神奈川大                                                   | ●東海大                                                    | △青山学院大                                                | ▽立教大                                                    | ‐                                                          | ‐                                                          | 愛知工業大                                                 | 立命館大                                                   |                                                            |                                                            |                                                            |                                                            |                                                            | 東亜大                                                     |                                                            |                                                            | ★九州共立大                                                |                                                            | 10          |                                      |
| 2000年 （平成12年）              | 31                               |                                                            |                                                            |                                                            |                                                            | 東北福祉大                                                 |                                                            | 国際武道大                                                 | ‐                                                          | ‐                                                          | ●東海大                                                    | ▽東洋大                                                    | ★慶應大                                                    | 金沢学院大                                                 |                                                            | 愛知学院大                                                 |                                                            | △龍谷大                                                    |                                                            |                                                            |                                                            |                                                            | 徳山大                                                     |                                                            |                                                            | 九州共立大                                                 |                                                            | 10          |                                      |
| 連盟の改称→                      | 連盟の改称→                      | 北海道東北5連盟                                            | 北海道東北5連盟                                            | 北海道東北5連盟                                            | 北海道東北5連盟                                            | 北海道東北5連盟                                            |                                                            |                                                            |                                                            |                                                            |                                                            |                                                            |                                                            |                                                            |                                                            |                                                            |                                                            |                                                            |                                                            |                                                            |                                                            |                                                            |                                                            |                                                            |                                                            |                                                            |                                                            |             |                                      |
| 連盟の改称→                      | 連盟の改称→                      |                                                            | （南東北）                                                 |                                                            |                                                            |                                                            |                                                            |                                                            |                                                            |                                                            |                                                            |                                                            |                                                            |                                                            |                                                            |                                                            |                                                            |                                                            |                                                            |                                                            |                                                            |                                                            |                                                            |                                                            |                                                            |                                                            |                                                            |             |                                      |
| 2001年 （平成13年）              | 32                               |                                                            |                                                            |                                                            |                                                            | △東北福祉大                                                | ‐                                                          | ‐                                                          | 流通経済大                                                 | 関東学院大                                                 | ●城西大                                                    | ★駒澤大                                                    | 慶應大                                                     | ‐                                                          | ‐                                                          | ▽愛知学院大                                                | 近畿大                                                     |                                                            |                                                            |                                                            |                                                            |                                                            | 徳山大                                                     |                                                            | 福岡大                                                     |                                                            |                                                            | 10          |                                      |
| 2002年 （平成14年）              | 33                               |                                                            |                                                            |                                                            |                                                            | ●東北福祉大                                                |                                                            | 中央学院大                                                 | ‐                                                          | ‐                                                          | 東海大                                                     | ★亜細亜大                                                  | ▽早稲田大                                                  |                                                            | 岐阜聖徳 学園大                                            | 愛知学院大                                                 |                                                            |                                                            |                                                            |                                                            | 大阪体育大                                                 | 広島大                                                     |                                                            |                                                            | △九州国際大                                                |                                                            |                                                            | 10          |                                      |
| 2003年 （平成15年）              | 34                               |                                                            |                                                            |                                                            |                                                            | 東北福祉大                                                 | ‐                                                          | ‐                                                          | 創価大                                                     | ●神奈川大                                                  | 城西大                                                     | ▽青山学院大                                                | △早稲田大                                                  | ‐                                                          | ‐                                                          | 中京大                                                     |                                                            | 龍谷大                                                     |                                                            |                                                            |                                                            |                                                            | ★東亜大                                                    |                                                            | 九州国際大 （※1）                                          |                                                            |                                                            | 10          | （※1）リーグ戦2位                    |
| 2004年 （平成16年）              | 35                               |                                                            |                                                            | 八戸大                                                     |                                                            |                                                            | ▽上武大                                                    |                                                            | ‐                                                          | ‐                                                          | △日本体育大                                                | 中央大                                                     | ●慶應大                                                    |                                                            | 朝日大                                                     | 愛知大                                                     |                                                            |                                                            | 佛教大                                                     |                                                            |                                                            |                                                            | ★東亜大                                                    |                                                            |                                                            | 九州産業大                                                 |                                                            | 10          |                                      |
| 代表決定戦導入→ （代表枠の改編） | 代表決定戦導入→ （代表枠の改編） |                                                            |                                                            |                                                            |                                                            |                                                            | 関東5連盟                                                  | 関東5連盟                                                  | 関東5連盟                                                  | 関東5連盟                                                  | 関東5連盟                                                  |                                                            |                                                            | 東海・北陸3連盟                                            | 東海・北陸3連盟                                            | 東海・北陸3連盟                                            |                                                            |                                                            |                                                            |                                                            |                                                            |                                                            |                                                            |                                                            |                                                            |                                                            |                                                            |             |                                      |
| 2005年 （平成17年）              | 36                               |                                                            |                                                            |                                                            |                                                            | ●東北福祉大                                                |                                                            |                                                            | 創価大*1                                                   |                                                            | 東海大*2                                                   | 青山学院大                                                 | ▽法政大                                                    |                                                            |                                                            | △愛知学院大                                                | 近畿大*1                                                   |                                                            |                                                            |                                                            | 大阪体育大*2                                               |                                                            | 東亜大                                                     |                                                            |                                                            | ★九州産業大                                                |                                                            | 10          |                                      |
| 2006年 （平成18年）              | 37                               |                                                            |                                                            |                                                            |                                                            | 東北福祉大                                                 | 上武大*1                                                   |                                                            |                                                            |                                                            | 筑波大*2                                                   | ★亜細亜大                                                  | ●早稲田大                                                  |                                                            |                                                            | 愛知学院大                                                 | ▽近畿大*1                                                  |                                                            |                                                            |                                                            | 大阪産業大*2                                               |                                                            | 東亜大                                                     |                                                            |                                                            | △九州産業大                                                |                                                            | 10          |                                      |
| 2007年 （平成19年）              | 38                               |                                                            |                                                            | ▽八戸大                                                    |                                                            |                                                            | △上武大*1                                                  |                                                            |                                                            |                                                            | 東海大*2                                                   | ★東洋大                                                    | ●早稲田大                                                  |                                                            |                                                            | 中京大（※1）                                               |                                                            | 大阪経済大*2                                               |                                                            |                                                            | 関西国際大*1                                               |                                                            | 東亜大                                                     |                                                            |                                                            | 九州産業大                                                 |                                                            | 10          | （※1）リーグ戦2位                    |
| 2008年 （平成20年）              | 39                               |                                                            |                                                            |                                                            |                                                            | ●東北福祉大                                                | 常磐大*2（※1）                                             |                                                            | 創価大*1                                                   |                                                            |                                                            | ★東洋大                                                    | ▽早稲田大                                                  |                                                            |                                                            | 愛知学院大                                                 | △立命館大*1                                                |                                                            | 佛教大*2                                                   |                                                            |                                                            | 近畿大工                                                   |                                                            |                                                            | 福岡大                                                     |                                                            |                                                            | 10          | （※1）リーグ戦2位                    |
| 代表枠の改編→                    | 代表枠の改編→                    | 北海道2連盟                                                | 北海道2連盟                                                | 東北3連盟                                                  | 東北3連盟                                                  | 東北3連盟                                                  |                                                            |                                                            |                                                            |                                                            |                                                            |                                                            |                                                            |                                                            |                                                            |                                                            |                                                            |                                                            |                                                            |                                                            |                                                            |                                                            |                                                            |                                                            |                                                            |                                                            |                                                            |             |                                      |
| 2009年 （平成21年）              | 40                               | 函館大                                                     |                                                            |                                                            |                                                            | 東北福祉大                                                 | ●上武大*1                                                  |                                                            | 創価大*2                                                   |                                                            |                                                            | ★立正大                                                    | ▽明治大                                                    |                                                            |                                                            | 愛知学院大                                                 |                                                            |                                                            | △佛教大*1                                                  |                                                            | 関西国際大*2                                               |                                                            | 徳山大                                                     |                                                            |                                                            | 九州産業大                                                 |                                                            | 11          |                                      |
| 2010年 （平成22年）              | 41                               | 東京農業大 生産                                            |                                                            | 八戸大                                                     |                                                            |                                                            |                                                            |                                                            |                                                            | △神奈川大 *2（※1）                                         | ●東海大*1                                                  | 國學院大                                                   | ★早稲田大                                                  |                                                            |                                                            | 愛知学院大                                                 |                                                            | 龍谷大*2                                                   |                                                            |                                                            | 関西国際大*1                                               |                                                            | 環太平洋大                                                 |                                                            |                                                            | ▽九州産業大                                                |                                                            | 11          | （※1）リーグ戦2位                    |
| 2011年 （平成23年）              | 42                               | 函館大                                                     |                                                            |                                                            |                                                            | △東北福祉大                                                |                                                            |                                                            | ▽創価大*1                                                  | 桐蔭横浜大 *2                                              |                                                            | 亜細亜大                                                   | ★明治大                                                    |                                                            |                                                            | ●愛知学院大                                                |                                                            |                                                            | 佛教大*2                                                   |                                                            | 大阪体育大*1                                               |                                                            | 福山大                                                     |                                                            |                                                            | 九州共立大                                                 |                                                            | 11          |                                      |
| 2012年 （平成24年）              | 43                               |                                                            | 道都大                                                     | ▽富士大                                                    |                                                            |                                                            |                                                            | 国際武道大 *1                                              |                                                            | ★桐蔭横浜大 *2                                             |                                                            | △亜細亜大                                                  | ●法政大                                                    |                                                            | 三重中京大                                                 |                                                            |                                                            |                                                            | 京都学園大*2                                               |                                                            | 大阪体育大*1                                               |                                                            |                                                            | 松山大                                                     | 福岡大                                                     |                                                            |                                                            | 11          |                                      |
| 2013年 （平成25年）              | 44                               |                                                            | 道都大                                                     | 八戸学院大 （※1）                                          |                                                            |                                                            | 上武大*2                                                   |                                                            |                                                            | △桐蔭横浜大 *1                                             |                                                            | ★亜細亜大                                                  | ●明治大                                                    |                                                            | 中部学院大                                                 |                                                            | 関西学院大*2                                               | ▽大阪商業大*1                                              |                                                            |                                                            |                                                            | 近畿大工                                                   |                                                            |                                                            | 福岡大                                                     |                                                            |                                                            | 11          | （※1）八戸大から改称                 |
| 2014年 （平成26年）              | 45                               | △東京農業大 北海道オホーツク(※1)                           |                                                            | 富士大                                                     |                                                            |                                                            | 上武大*1                                                   |                                                            | ▽創価大                                                    |                                                            |                                                            | ★駒澤大                                                    | ●明治大                                                    |                                                            | 中部学院大                                                 |                                                            | 関西大*1                                                   | 京都産業大*2                                               |                                                            |                                                            |                                                            |                                                            | 徳山大                                                     |                                                            |                                                            | 九州産業大                                                 |                                                            | 11          | （※1）東京農業大生物産業学部から改称 |
| 2015年 （平成27年）              | 46                               |                                                            | 道都大                                                     |                                                            |                                                            | 東北福祉大                                                 | ▽上武大*2                                                  |                                                            |                                                            |                                                            | △東海大*1                                                  | ★亜細亜大                                                  | ●早稲田大                                                  |                                                            |                                                            | 愛知大                                                     | 立命館大*2                                                 |                                                            |                                                            |                                                            | 天理大*1                                                   |                                                            | 環太平洋大                                                 |                                                            | 九州国際大                                                 |                                                            |                                                            | 11          |                                      |
| 2016年 （平成28年）              | 47                               |                                                            | 東海大 北海道                                              | 富士大                                                     |                                                            |                                                            | △上武大*2                                                  |                                                            |                                                            |                                                            | ●桜美林大*1                                                | ▽日本大                                                    | ★明治大                                                    |                                                            |                                                            | 名城大                                                     | 関西大*1                                                   |                                                            |                                                            |                                                            | 大阪体育大*2                                               |                                                            | 環太平洋大                                                 |                                                            |                                                            |                                                            | 日本文理大                                                 | 11          |                                      |
| 2017年 （平成29年）              | 48                               |                                                            | ●星槎道都大（※1）                                          | 富士大                                                     |                                                            |                                                            |                                                            |                                                            | 創価大                                                     |                                                            | ★日本体育大                                                | △東洋大                                                    | 慶應大                                                     |                                                            |                                                            | 名城大                                                     | 関西大*2                                                   | 大阪商業大*1                                               |                                                            |                                                            |                                                            |                                                            | ▽環太平洋大                                                |                                                            |                                                            | 九州共立大                                                 |                                                            | 11          | （※1）道都大から改称                 |
| 2018年 （平成30年）              | 49                               | 函館大                                                     |                                                            |                                                            | 東日本国際大                                               |                                                            |                                                            |                                                            | 創価大                                                     |                                                            | 筑波大                                                     | ★立正大                                                    | 法政大                                                     |                                                            | 中部学院大                                                 |                                                            | ▽近畿大*1                                                  |                                                            |                                                            |                                                            | △関西国際大*2                                              |                                                            | ●環太平洋大                                                |                                                            |                                                            | 九州共立大                                                 |                                                            | 11          |                                      |
| 2019年 （令和元年）              | 50                               |                                                            | 東海大札幌                                                 |                                                            |                                                            | 東北福祉大                                                 |                                                            | △城西国際大*1                                              |                                                            |                                                            | ▽東海大*2                                                  | 中央大                                                     | ★慶應大                                                    | 金沢学院大（※1）                                           |                                                            |                                                            | ●関西大*1                                                  | 大阪商業大*2                                               |                                                            |                                                            |                                                            | 広島経済大                                                 |                                                            |                                                            |                                                            | 九州産業大                                                 |                                                            | 11          | （※1）リーグ戦2位                    |
| 2020年 （令和2年）               | 51                               | 新型コロナウイルス感染症（COVID-19）拡大防止のため開催中止 | 新型コロナウイルス感染症（COVID-19）拡大防止のため開催中止 | 新型コロナウイルス感染症（COVID-19）拡大防止のため開催中止 | 新型コロナウイルス感染症（COVID-19）拡大防止のため開催中止 | 新型コロナウイルス感染症（COVID-19）拡大防止のため開催中止 | 新型コロナウイルス感染症（COVID-19）拡大防止のため開催中止 | 新型コロナウイルス感染症（COVID-19）拡大防止のため開催中止 | 新型コロナウイルス感染症（COVID-19）拡大防止のため開催中止 | 新型コロナウイルス感染症（COVID-19）拡大防止のため開催中止 | 新型コロナウイルス感染症（COVID-19）拡大防止のため開催中止 | 新型コロナウイルス感染症（COVID-19）拡大防止のため開催中止 | 新型コロナウイルス感染症（COVID-19）拡大防止のため開催中止 | 新型コロナウイルス感染症（COVID-19）拡大防止のため開催中止 | 新型コロナウイルス感染症（COVID-19）拡大防止のため開催中止 | 新型コロナウイルス感染症（COVID-19）拡大防止のため開催中止 | 新型コロナウイルス感染症（COVID-19）拡大防止のため開催中止 | 新型コロナウイルス感染症（COVID-19）拡大防止のため開催中止 | 新型コロナウイルス感染症（COVID-19）拡大防止のため開催中止 | 新型コロナウイルス感染症（COVID-19）拡大防止のため開催中止 | 新型コロナウイルス感染症（COVID-19）拡大防止のため開催中止 | 新型コロナウイルス感染症（COVID-19）拡大防止のため開催中止 | 新型コロナウイルス感染症（COVID-19）拡大防止のため開催中止 | 新型コロナウイルス感染症（COVID-19）拡大防止のため開催中止 | 新型コロナウイルス感染症（COVID-19）拡大防止のため開催中止 | 新型コロナウイルス感染症（COVID-19）拡大防止のため開催中止 | 新型コロナウイルス感染症（COVID-19）拡大防止のため開催中止 | -           |                                      |
| 2021年 （令和3年）               | 52                               | 東京農業大 北海道オホーツク                                |                                                            |                                                            |                                                            | 仙台大                                                     |                                                            | ★中央学院大*1                                              |                                                            | ▽神奈川大*2                                                |                                                            | △國學院大                                                  | ●慶應大                                                    |                                                            | 中部学院大                                                 |                                                            |                                                            | 龍谷大*2                                                   | 佛教大*1                                                   |                                                            |                                                            | 近畿大工                                                   |                                                            |                                                            |                                                            | 九州産業大                                                 |                                                            | 11          |                                      |
| 2022年 （令和4年）               | 53                               | 東京農業大 北海道オホーツク                                |                                                            |                                                            |                                                            | 仙台大                                                     | 上武大*1                                                   | 国際武道大*2                                               |                                                            |                                                            |                                                            | ●國學院大                                                  | ★明治大                                                    |                                                            |                                                            | △名城大                                                    | 関西大*2                                                   | ▽大阪商業大*1                                              |                                                            |                                                            |                                                            |                                                            | 環太平洋大                                                 |                                                            |                                                            | 九州共立大                                                 |                                                            | 11          |                                      |
| 2023年 （令和5年）               | 54                               | 東京農業大 北海道オホーツク                                |                                                            | ▽富士大（※1）                                              |                                                            |                                                            | 上武大*1                                                   |                                                            |                                                            |                                                            | △日本体育大*2                                              | ●青山学院大                                                | ★慶應大                                                    |                                                            | 中部学院大                                                 |                                                            |                                                            | 大阪商業大*2                                               |                                                            |                                                            | 天理大*1                                                   |                                                            | 環太平洋大                                                 |                                                            |                                                            |                                                            | 日本文理大                                                 | 11          | （※1）リーグ戦2位                    |
| 2024年 （令和6年）               | 55                               |                                                            | 札幌大                                                     | 富士大                                                     |                                                            |                                                            |                                                            |                                                            | ●創価大*1                                                  |                                                            | 日本体育大*2                                               | ★青山学院大                                                | 早稲田大                                                   |                                                            |                                                            | 名城大                                                     |                                                            |                                                            | 佛教大*2                                                   |                                                            | △天理大*1                                                  |                                                            | ▽環太平洋大                                                |                                                            | 福岡大                                                     |                                                            |                                                            | 11          |                                      |
| 年                               | 回                               | 北海道 (1990.2)                                            | 札幌 (1990.2)                                              | 北東北 (1991.4)                                            | 南東北 (1991.10)                                           | 仙台六 (1970.4)                                            | 関甲新 (1993.4)                                            | 千葉県 (1952.7)                                            | 東京新 (1952.4)                                            | 神奈川 (1949.4)                                            | 首都 (1964.6)                                              | 東都 (1931.4)                                              | 東京六 (1925.9)                                            | 北陸 (1968.4)                                              | 東海 (1975.4)                                              | 愛知 (1949.10)                                             | 関西 (1982.2)                                              | 関西六 (1982.2)                                            | 京滋 (1950.10)                                             | 近畿 (1948.4)                                              | 阪神 (1955.4)                                              | 広島六 (1967.4)                                            | 中国 (1974.3)                                              | 四国 (1949.4)                                              | 九州六 (1957.4)                                            | 福岡六 (1971.10)                                           | 九州 (1952.1)                                              | 出 場 校 数 | 備考 （※解説）                       |
| 年                               | 回                               | 所属連盟 （結成創設年月）                                  |                                                            |                                                            |                                                            |                                                            |                                                            |                                                            |                                                            |                                                            |                                                            |                                                            |                                                            |                                                            |                                                            |                                                            |                                                            |                                                            |                                                            |                                                            |                                                            |                                                            |                                                            |                                                            |                                                            |                                                            |                                                            | 出 場 校 数 | 備考 （※解説）                       |

#### 歴代結果（高校の部）
※（ ）内は所属地区。高校の部は第4回大会から。
| 開催年 | 回 | 校数                                                       | 優勝校                                                     | スコア                                                     | 準優勝校                                                   | 備考                                                       |
| ------ | -- | ---------------------------------------------------------- | ---------------------------------------------------------- | ---------------------------------------------------------- | ---------------------------------------------------------- | ---------------------------------------------------------- |
| 1973年 | 4  | 10                                                         | 若狭（北信越・福井）                                       | 3x - 2                                                     | 平安（近畿・京都）                                         | 延長11回                                                   |
| 1974年 | 5  | 10                                                         | 福井商（北信越・福井）                                     | 2 - 1                                                      | 日大山形（東北・山形）                                     |                                                            |
| 1975年 | 6  | 10                                                         | 徳島商（四国・徳島）                                       | 5 - 0                                                      | 自動車工（中部・静岡）                                     |                                                            |
| 1976年 | 7  | 10                                                         | 早稲田実（東京）                                           | 13 - 5                                                     | 大田（中国・島根）                                         |                                                            |
| 1977年 | 8  | 10                                                         | 東北（東北・宮城）                                         | 3 - 1                                                      | 高知商（四国・高知）                                       |                                                            |
| 1978年 | 9  | 10                                                         | 柳川商（九州・福岡）                                       | 12 - 2                                                     | 市神港（近畿・兵庫）                                       |                                                            |
| 1979年 | 10 | 10                                                         | 東海大三（北信越・長野）                                   | 3 - 2                                                      | 鳴門（四国・徳島）                                         |                                                            |
| 1980年 | 11 | 10                                                         | 星稜（北信越・石川）                                       | 4 - 1                                                      | 早稲田実（東京）                                           |                                                            |
| 1981年 | 12 | 10                                                         | 明徳（四国・高知）                                         | 3 - 1                                                      | 大府（中部・愛知）                                         |                                                            |
| 1982年 | 13 | 8                                                          | 東北（東北・宮城）                                         | 4 - 0                                                      | 尽誠学園（四国・香川）                                     |                                                            |
| 1983年 | 14 | 8                                                          | 岩倉（東京）                                               | 5 - 0                                                      | 京都商（近畿・京都）                                       |                                                            |
| 1984年 | 15 | 8                                                          | 国学院久我山（東京）                                       | 10 - 1                                                     | 松商学園（北信越・長野）                                   |                                                            |
| 1985年 | 16 | 8                                                          | 松商学園（北信越・長野）                                   | 12 - 4                                                     | 帝京（東京）                                               |                                                            |
| 1986年 | 17 | 8                                                          | 帝京（東京）                                               | 10 - 8                                                     | 愛知（東海・愛知）                                         |                                                            |
| 1987年 | 18 | 8                                                          | 堀越（東京）                                               | 3x - 2                                                     | 明石（近畿・兵庫）                                         | 延長11回                                                   |
| 1988年 | 19 | 昭和天皇御不例のため開催中止                               | 昭和天皇御不例のため開催中止                               | 昭和天皇御不例のため開催中止                               | 昭和天皇御不例のため開催中止                               | 昭和天皇御不例のため開催中止                               |
| 1989年 | 20 | 8                                                          | 東北（東北・宮城）                                         | 2 - 0                                                      | 帝京（東京）                                               |                                                            |
| 1990年 | 21 | 8                                                          | 国士舘（東京）                                             | 11 - 3                                                     | 木本（東海・三重）                                         |                                                            |
| 1991年 | 22 | 8                                                          | 星稜（北信越・石川）                                       | 13 - 8                                                     | 帝京（東京）                                               |                                                            |
| 1992年 | 23 | 8                                                          | 世田谷学園（東京）                                         | 12 - 8                                                     | 東海大相模（関東・神奈川）                                 |                                                            |
| 1993年 | 24 | 8                                                          | 東北（東北・宮城）                                         | 5 - 2                                                      | 拓大一（東京）                                             |                                                            |
| 1994年 | 25 | 8                                                          | 創価（東京）                                               | 6 - 3                                                      | 星稜（北信越・石川）                                       |                                                            |
| 1995年 | 26 | 8                                                          | 帝京（東京）                                               | 7 - 3                                                      | 福井商（北信越・福井）                                     |                                                            |
| 1996年 | 27 | 8                                                          | 上宮（近畿・大阪）                                         | 8 - 7                                                      | 春日部共栄（関東・埼玉）                                   |                                                            |
| 1997年 | 28 | 8                                                          | 横浜（関東・神奈川）                                       | 5 - 3                                                      | 沖縄水産（九州・沖縄）                                     |                                                            |
| 1998年 | 29 | 8                                                          | 日南学園（九州・宮崎）                                     | 10x - 9                                                    | 日大三（東京）                                             | 延長12回                                                   |
| 1999年 | 30 | 10                                                         | 四日市工（東海・三重）                                     | 14x - 13                                                   | 敦賀気比（北信越・福井）                                   |                                                            |
| 2000年 | 31 | 10                                                         | 東福岡（九州・福岡）                                       | 8 - 0                                                      | 尽誠学園（四国・香川）                                     |                                                            |
| 2001年 | 32 | 10                                                         | 報徳学園（近畿・兵庫）                                     | 10 - 1                                                     | 関西（中国・岡山）                                         |                                                            |
| 2002年 | 33 | 10                                                         | 中京（東海・岐阜）                                         | 8 - 6                                                      | 延岡学園（九州・宮崎）                                     |                                                            |
| 2003年 | 34 | 10                                                         | 愛工大名電（東海・愛知）                                   | 6 - 4                                                      | 大阪桐蔭（近畿・大阪）                                     | 延長10回                                                   |
| 2004年 | 35 | 10                                                         | 柳ヶ浦（九州・大分）                                       | 8 - 2                                                      | 愛工大名電（東海・愛知）                                   |                                                            |
| 2005年 | 36 | 10                                                         | 駒大苫小牧（北海道）                                       | 5 - 0                                                      | 関西（中国・岡山）                                         |                                                            |
| 2006年 | 37 | 10                                                         | 高知（四国・高知）                                         | 10 - 5                                                     | 報徳学園（近畿・兵庫）                                     |                                                            |
| 2007年 | 38 | 10                                                         | 常葉菊川（東海・静岡）                                     | 5 - 4                                                      | 横浜（関東・神奈川）                                       |                                                            |
| 2008年 | 39 | 10                                                         | 慶応（関東・神奈川）                                       | 8 - 6                                                      | 天理（近畿・奈良）                                         |                                                            |
| 2009年 | 40 | 10                                                         | 大垣日大（東海・岐阜）                                     | 10 - 9                                                     | 東海大相模（関東・神奈川）                                 |                                                            |
| 2010年 | 41 | 10                                                         | 日大三（東京）                                             | 4 - 1                                                      | 鹿児島実（九州・鹿児島）                                   |                                                            |
| 2011年 | 42 | 10                                                         | 光星学院（東北・青森）                                     | 6 - 5                                                      | 愛工大名電（東海・愛知）                                   |                                                            |
| 2012年 | 43 | 10                                                         | 仙台育英（東北・宮城）                                     | 12 - 4                                                     | 関西（中国・岡山）                                         |                                                            |
| 2013年 | 44 | 10                                                         | 沖縄尚学（九州・沖縄）                                     | 9 - 8                                                      | 日本文理（北信越・新潟）                                   |                                                            |
| 2014年 | 45 | 10                                                         | 仙台育英（東北・宮城）                                     | 4 - 1                                                      | 浦和学院（関東・埼玉）                                     |                                                            |
| 2015年 | 46 | 10                                                         | 高松商（四国・香川）                                       | 8 - 3                                                      | 敦賀気比（北信越・福井）                                   |                                                            |
| 2016年 | 47 | 10                                                         | 履正社（近畿・大阪）                                       | 11 - 6                                                     | 早稲田実（東京）                                           |                                                            |
| 2017年 | 48 | 10                                                         | 明徳義塾（四国・高知）                                     | 4 - 0                                                      | 創成館（九州・長崎）                                       |                                                            |
| 2018年 | 49 | 10                                                         | 札幌大谷（北海道）                                         | 2 - 1                                                      | 星稜（北信越・石川）                                       |                                                            |
| 2019年 | 50 | 10                                                         | 中京大中京（東海・愛知）                                   | 4 - 3                                                      | 健大高崎（関東・群馬）                                     |                                                            |
| 2020年 | 51 | 新型コロナウイルス感染症（COVID-19）拡大防止のため開催中止 | 新型コロナウイルス感染症（COVID-19）拡大防止のため開催中止 | 新型コロナウイルス感染症（COVID-19）拡大防止のため開催中止 | 新型コロナウイルス感染症（COVID-19）拡大防止のため開催中止 | 新型コロナウイルス感染症（COVID-19）拡大防止のため開催中止 |
| 2021年 | 52 | 10                                                         | 大阪桐蔭（近畿・大阪）                                     | 11 - 7                                                     | 広陵（中国・広島）                                         |                                                            |
| 2022年 | 53 | 10                                                         | 大阪桐蔭（近畿・大阪）                                     | 6 - 5                                                      | 広陵（中国・広島）                                         |                                                            |
| 2023年 | 54 | 10                                                         | 星稜（北信越・石川）                                       | 3 - 1                                                      | 作新学院（関東・栃木）                                     |                                                            |
| 2024年 | 55 | 10                                                         | 横浜（関東・神奈川）                                       | 4 - 3                                                      | 広島商（中国・広島）                                       |                                                            |

### 実績累積
※集計データは2024年大会終了時点のもの。同数での記順は戦績の古い順。

#### 学校別優勝回数（大学の部）
※( ) 内は準優勝回数。
- 7回 明治大学（東京六）：(2)
- 5回 駒澤大学（東都）：(3)、亜細亜大学（東都）：(2)、 慶應義塾大学（東京六）：(2)
- 3回 東海大学（首都）：(5)、法政大学（東京六）：(5)、東亜大学（中国）：(0)
- 2回 東洋大学（東都）：(1)、同志社大学（関西）：(1)、近畿大学（関西）：(0)、日本体育大学（首都）：(0)、立正大学（東都）：(0)
- 1回 早稲田大学（東京六）：(5)、青山学院大学（東都）：(3)、愛知工業大学（愛知）：(1)、愛知学院大学（愛知）：(1)、関西大学（関西）：(1)、日本大学（東都）：(0)、中央大学（東都）：(0)、筑波大学（首都）：(0)、九州共立大学（福岡六）：(0)、九州産業大学（福岡六）：(0)、桐蔭横浜大学（神奈川）：(0)、中央学院大学（千葉）：(0)
- 0回 東北福祉大学（仙台六）：(5)、立教大学（東京六）：(2)、中京大学（愛知）：(1)、名城大学（愛知）：(1)、専修大学（東都）：(1)、大阪商業大学（関西六）：(1)、近畿大学工学部（広島六）：(1)、流通経済大学（東京新）：(1)、城西大学（首都）：(1)、神奈川大学（神奈川）：(1)、上武大学（関甲新）：(1)、桜美林大学（首都）：(1)、星槎道都大学（札幌）：(1)、環太平洋大学（中国）：(1)、國學院大學（東都）：（1）、創価大学（東京新）：(1)

#### 学校別優勝回数（高校の部）
※優勝2回以上についてのみ。
- 4回 東北（東北・宮城）：(0)
- 3回 星稜（北信越・石川）：(2)
- 2回 帝京（東京）：(3)、横浜（関東・神奈川）：(1)、仙台育英（東北・宮城） ：(0)、明徳義塾（四国・高知） ：(0)、大阪桐蔭（近畿・大阪）：(0)

#### 所属連盟別優勝回数（大学の部）
※代表枠の所属変遷のある連盟については現在の連盟にて計上。
| 連盟                 | 優勝回数 | 準優勝回数 |
| -------------------- | -------- | ---------- |
| 東都大学野球連盟     | 17       | 11         |
| 東京六大学野球連盟   | 16       | 16         |
| 首都大学野球連盟     | 6        | 7          |
| 関西学生野球連盟     | 5        | 2          |
| 中国地区大学野球連盟 | 3        | 1          |
| 愛知大学野球連盟     | 2        | 4          |
| 福岡六大学野球連盟   | 2        | 0          |
| 神奈川大学野球連盟   | 1        | 1          |
| 千葉県大学野球連盟   | 1        | 0          |
| 仙台六大学野球連盟   | 0        | 5          |
| 東京新大学野球連盟   | 0        | 2          |
| 関西六大学野球連盟   | 0        | 1          |
| 広島六大学野球連盟   | 0        | 1          |
| 関甲新学生野球連盟   | 0        | 1          |
| 札幌学生野球連盟     | 0        | 1          |

#### 都道府県別優勝回数（高校の部）
※優勝についてのみ。前身校時代を含む。
| 地区   | 都道府県 | 優勝 | 校名              |
| ------ | -------- | ---- | ----------------- |
| 北海道 | 北海道   | 2    | 駒大苫小牧（1）   |
| 北海道 | 北海道   | 2    | 札幌大谷（1）     |
| 東北   | 青森     | 1    | 八戸学院光星（1） |
| 東北   | 岩手     | 0    |                   |
| 東北   | 秋田     | 0    |                   |
| 東北   | 山形     | 0    |                   |
| 東北   | 宮城     | 6    | 東北（4）         |
| 東北   | 宮城     | 6    | 仙台育英（2）     |
| 東北   | 福島     | 0    |                   |
| 関東   | 茨城     | 0    |                   |
| 関東   | 栃木     | 0    |                   |
| 関東   | 群馬     | 0    |                   |
| 関東   | 埼玉     | 0    |                   |
| 関東   | 山梨     | 0    |                   |
| 関東   | 千葉     | 0    |                   |
| 関東   | 神奈川   | 3    | 横浜（2）         |
| 関東   | 神奈川   | 3    | 慶応（1）         |
| 東京   | 東京     | 10   | 帝京（2）         |
| 東京   | 東京     | 10   | 早稲田実（1）     |
| 東京   | 東京     | 10   | 岩倉（1）         |
| 東京   | 東京     | 10   | 国学院久我山（1） |
| 東京   | 東京     | 10   | 堀越（1）         |
| 東京   | 東京     | 10   | 国士舘（1）       |
| 東京   | 東京     | 10   | 世田谷学園（1）   |
| 東京   | 東京     | 10   | 創価（1）         |
| 東京   | 東京     | 10   | 日大三（1）       |
| 北信越 | 長野     | 2    | 東海大諏訪（1）   |
| 北信越 | 長野     | 2    | 松商学園（1）     |
| 北信越 | 新潟     | 0    |                   |
| 北信越 | 富山     | 0    |                   |
| 北信越 | 石川     | 3    | 星稜（3）         |
| 北信越 | 福井     | 2    | 若狭（1）         |
| 北信越 | 福井     | 2    | 福井商（1）       |

| 地区 | 都道府県 | 優勝 | 校名            |
| ---- | -------- | ---- | --------------- |
| 東海 | 静岡     | 1    | 常葉大菊川（1） |
| 東海 | 愛知     | 2    | 愛工大名電（1） |
| 東海 | 愛知     | 2    | 中京大中京（1） |
| 東海 | 岐阜     | 2    | 中京（1）       |
| 東海 | 岐阜     | 2    | 大垣日大（1）   |
| 東海 | 三重     | 1    | 四日市工（1）   |
| 近畿 | 滋賀     | 0    |                 |
| 近畿 | 京都     | 0    |                 |
| 近畿 | 奈良     | 0    |                 |
| 近畿 | 和歌山   | 0    |                 |
| 近畿 | 大阪     | 4    | 大阪桐蔭（2）   |
| 近畿 | 大阪     | 4    | 上宮（1）       |
| 近畿 | 大阪     | 4    | 履正社（1）     |
| 近畿 | 兵庫     | 1    | 報徳学園（1）   |
| 中国 | 岡山     | 0    |                 |
| 中国 | 鳥取     | 0    |                 |
| 中国 | 広島     | 0    |                 |
| 中国 | 島根     | 0    |                 |
| 中国 | 山口     | 0    |                 |
| 四国 | 香川     | 1    | 高松商（1）     |
| 四国 | 愛媛     | 0    |                 |
| 四国 | 徳島     | 1    | 徳島商（1）     |
| 四国 | 高知     | 3    | 明徳義塾（2）   |
| 四国 | 高知     | 3    | 高知（1）       |
| 九州 | 福岡     | 2    | 柳川（1）       |
| 九州 | 福岡     | 2    | 東福岡（1）     |
| 九州 | 佐賀     | 0    |                 |
| 九州 | 長崎     | 0    |                 |
| 九州 | 熊本     | 0    |                 |
| 九州 | 大分     | 1    | 柳ヶ浦（1）     |
| 九州 | 宮崎     | 1    | 日南学園（1）   |
| 九州 | 鹿児島   | 0    |                 |
| 九州 | 沖縄     | 1    | 沖縄尚学（1）   |

## その他

### 国公立大学の出場記録
データは2019年までの歴代49大会延べ495出場校中のもの。また特記以外は未勝利。
- 東京学芸大(1)
- 筑波大(4)※1大会3勝で優勝
- 広島大(4)※1勝
- 愛媛大(1)
- 香川大(1)

※この項目は全日本大学野球選手権大会について全日本大学野球連盟が発行の記録集にも掲載されているもので、2大全国大会である両大会の記録対比としての意味で記載。

### トピックス
- 1971年 - 大学選手権優勝で推薦出場の亜大と秋の東都大学優勝校である日大が同一リーグ所属ながら決勝で対戦し、日大が優勝（第2回大会）。同様に1976年、法大と早大の東京六大学のチーム同士が決勝で対戦し、法大が優勝（第7回大会）。
- 1972年 - 中大の1年生・田村政雄投手が東海大を相手に大会初のノーヒットノーランを達成。同日、神宮第二球場の久留米大 - 明大戦が延長11回途中で日没となり、神宮球場へ移動して再開された。延長13回の末、久留米大が勝利。翌日、関大・山口高志投手（4年）が慶大を相手にノーヒットノーランを達成（第3回大会）。
- 1973年 - 金子繁投手（日大山形）が準決勝（対崇徳高）で高校の部で初となるノーヒットノーランを達成。
- 1977年 - 法大・江川卓（4年）と東海大・原辰徳（1年）が決勝で対決して4万人の大観衆（外野席を開放）となる。原は本塁打を放つも、江川の完投で法大が連覇。
- 1998年 - 高校の部に出場した開星の選手に資格違反が発覚。1回戦の日大三戦は無効試合となった。
- 1999年 - 大学の部と高校の部の使用球場の割り当ては、従来は大学野球の部を全試合が神宮球場で、高校の部の試合は決勝のみが神宮球場で行われていたが、高校の部を従来の8代表制から10代表制に増やしたのを機に、高校野球の部の注目度向上を見越して、大学の部の1回戦2試合と、2回戦のうち2試合の合計4試合は神宮第2球場に、高校の部の準決勝2試合を除く全てを神宮球場に割り当てる方法に変更した。大学2回戦の青学大対創価大が延長18回引き分けとなり、翌日の第2球場第3試合に再試合を行うも8回日没コールドとなった。
- 2000年 - 大学の部で1回戦2試合に加えて神宮球場をホームにしている2連盟のそれぞれの初戦2試合が神宮第2球場割り当てとなった。
- 2005年 - 高校の部の準決勝第一試合（駒大苫小牧対早稲田実業）に人気選手が登場することを考慮して、急遽その試合のみを神宮第二球場から神宮球場に変更した（試合前日に発表、試合時間の変更のみで、大学の部の変更は無し）。
- 2006年 - 高校の部の全試合を神宮球場で行った（大学の部への影響・変更は無し）。
- 2007年 - 大学の部の試合球場割り当て方法が、従来の方法（神宮第二球場で4試合）から2試合分（神宮球場をホームにする2連盟のそれぞれ初戦）が神宮第二球場から神宮球場になった（高校の部の2回戦2試合がその影響で神宮第二球場に割り当て変更になった）。
- 2008年 - 大会の歴史のなかで初めて、大学の部9試合、高校の部9試合の計18試合全てを第2球場を使わずに神宮球場のみで消化する日程を採った（ただし、実際には大会第2日目の第1試合が天候不良による中止となり、その影響で第3日予定試合の内、高校の部1試合が第2球場に変更された）。
- 2011年 - 東日本大震災後の電力事情を考慮しタイブレークを導入。高校野球では初めての適用となった。

### 応援について

#### 応援リーダー台
- 神宮球場
応援で使用する応援リーダー台は、東京六大学応援団連盟の所有物であるが、同じ神宮球場を使用している関係（保管庫が球場内にあり、保管料自体は東京六大学応援団連盟が支払っている）で、日本学生野球協会として一括で貸料を支払って借り受けている。従って、各校応援団・応援部は特有の事情が無い限り、当該校野球部経由で、日本学生野球協会に借り受け交渉を行なうのが通常のルールになる。高校の部では使用が禁止されている。
- 神宮第二球場
神宮第二球場には、特に応援リーダー台は設置されない。一般的に両サイドベンチ頭上の屋根上部にあたる場所で応援リーダーを行なう。

#### 楽器の使用
- 神宮球場
いわゆる応援団所有の大太鼓は、試合開始前・7回・試合終了後の校歌斉唱時（必ずしも校歌である必要はない）のみ使用可。それ以外の場合は、吹奏楽隊に付随の太鼓のみ使用可能。また、18時以降、パーカッション類の楽器は一切禁止となり、22時以降一切の楽器演奏が禁止となる（球場側が騒音問題上での近隣住民側苦情を考慮したもの。詳細は明治神宮野球場の項を参照）。なお、同球場を日常的に使用している東京六大学野球、東都大学野球においても同様の規制を受けている。東京都高野連主催の大会では打楽器の使用は禁止されているが、本大会の高校の部では上記のルールが適用されるため使用可能である。
- 神宮第二球場
基本的に神宮球場側と同様であるが、太鼓の使用については所属や大きさを問わず一切禁止になっている（同球場はナイター設備が無いため時間による応援規制対象の前に試合自体が取りやめになる）。

### 運営
- 入場料は一般席券：2,000円、学生席券：800円（小学生まで大人同伴で無料）となっている、またファミリーシート、ペアシートも販売の場合あり（いずれも2021年大会）。
以前は一般、学生という席割りなしの区分であったが、全日本大学野球選手権と同様になった。第二球場を併用していた時代はチケットの両端が各球場の半券になっており、原則各1回入場可となっていた。
- 高校の部も神宮球場で開催となった1999年以降は多少の変遷はあるが、基本的に序盤は高校の部が午前中、大学の部は午後に試合が組まれる。第4試合はほぼ点灯でのナイター開催となる。

### 中継
- テレビ
2015年は大会全日程をスカイ・Aスポーツプラスが中継、2004年度から2011年度までは高校生・大学生の全試合を完全実況放送、2014年は大会後半3日間を放送していた。なお中継アナウンスは朝日放送テレビが行っているが、テレビ朝日からもアナウンサーが若干名派遣されていた時期があった。2010年は同年のドラフト会議で北海道日本ハムファイターズからドラフト1位指名を受けた斎藤佑樹が所属する早稲田大学の試合のうち、2回戦と決勝戦が北海道テレビで生放送された。2015年はBS朝日でも高校の部準決勝第2試合・決勝、大学の部2回戦・決勝を生放送する[3][注釈 9]。
- インターネット配信
2014年から「バーチャル高校野球」（2014年は朝日放送ホームページ、2015年から2017年は朝日新聞社サイト、2018年は「スポーツブル」内）で全試合無料ライブ配信を行う[4]。